# 贝尔格莱德围城战 (1456年)
貝爾格萊德之圍（英語：Siege of Belgrade），也稱貝爾格萊德大捷（匈牙利語： 或 ，羅馬化：Opsada Beograda）指1456年奥斯曼帝国围攻匈牙利王國要塞貝爾格萊德的一次战役，匈牙利军队在将領匈雅提·亚诺什的带领下打败对手。
在1453年攻陷东罗马帝国首都君士坦丁堡之後，奥斯曼帝国苏丹穆罕默德二世继续向东欧扩张，集中力量征討匈牙利王國，这时他面对的第一个目標，就是匈牙利王国东部边境要塞（匈牙利语称为 végvár）貝爾格萊德（当时称为Nándorfehérvár）。当时负责守卫要塞的匈雅提·亚诺什是一位有瓦拉幾亞血統的匈牙利貴族和將軍，他在之前二十年里与奥斯曼土耳其军队多次交手，此次贝尔格莱德之战恰是他期望已久的一次摊牌。
圍城最終演变成激战。处于守势的匈雅提·亚诺什发动了一次出其不意的逆袭，直捣土耳其军营，使形势发生戏剧性逆转，最終迫使受傷的穆罕默德二世放弃包围，全线撤退。貝爾格萊德一役“挽救了基督教命運”。
為紀念這次勝利，教皇卡利克斯特三世下令教堂在中午鸣鐘。这个习惯在基督教世界一直持续到今天。

## 部署
1455年底，匈雅提·亚诺什和他所有敌人公开和解之后，开始准备作战。他尽其所能的储备和装备城堡，并在城堡中留下一支由他的妹夫西拉吉·米哈利和长子匈雅提·拉斯洛指挥的强大卫戍部队。匈雅提进而着手组建解围部队和一支大约200只轻型战船的舰队。由于没有其它贵族愿意支援他，害怕他权力日益增长，更甚于奥斯曼的苏丹的威胁，匈雅提只能独撑危局。
匈雅提·亚诺什的唯一支持者是乔凡尼·达·卡皮斯特拉诺，一个极力宣扬圣战的方济会的修士。受乔凡尼的影响，许多装备简陋（除弹弓和镰刀之外一无所有）但充满热情的农民纷纷聚集在他旗下。匈雅提军队的核心，是一群为数不多、但经验丰富的雇佣兵，以及一些贵族骑兵。最后，匈雅提募集了一支大约2.5到3万人的军队。

## 围城
然而在这些军队能够集结之前，穆罕默德二世的入侵部队（早期统计为16万人，根据最近研究的统计为6万到7万人）业已来到貝爾格萊德。1456年6月29日，貝爾格萊德之圍开始，此时西拉吉只有5千到7千人的驻扎在城堡里的守军。穆罕默德二世开始围攻贝尔格莱德城靠近多瑙河的一侧并开始火攻。穆罕默德二世拥有300门大炮，大部分部署在归降的欧洲罗马人军团中，剩下的装在大约200只战船上。他把军队分为三部分：罗马人军团在右翼，安纳托利亚军团在左翼，穆罕默德二世则坐镇中央指挥土耳其禁卫军，安纳托利亚军团和禁卫军都是重步兵团。他的战船则部署在城的西北巡逻，以防增援部队，并密切注视西南的萨瓦河，避免匈雅提从左翼包围重步兵团。穆罕默德二世的轻骑兵驻守在多瑙河东岸，以防从右翼被包抄。城中的不到7千人守军以及贝尔格莱德的居民，协力抵抗如此强大的军队。

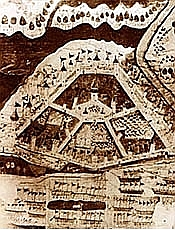
1456年貝爾格萊德之圍(源自15世紀土耳其人手稿)

当匈雅提收到这个消息时，他正为了这场守卫战在匈牙利的南部召集更多的轻骑兵。他确实有少数亲信贵族支持，但出人意料的是，更积极对抗敌人的是农民。修士乔凡尼·卡皮斯特拉诺被派到匈牙利，任务是鼓吹反对希腊东正教之类的异教徒的同时鼓动十字军对抗土耳其帝国。他终于招集了一个庞大的以农民为主的军队，尽管他们缺少正规的训练和装备。他协同匈雅提，但是各自指挥各自的军队，总数大约有四到五万人。

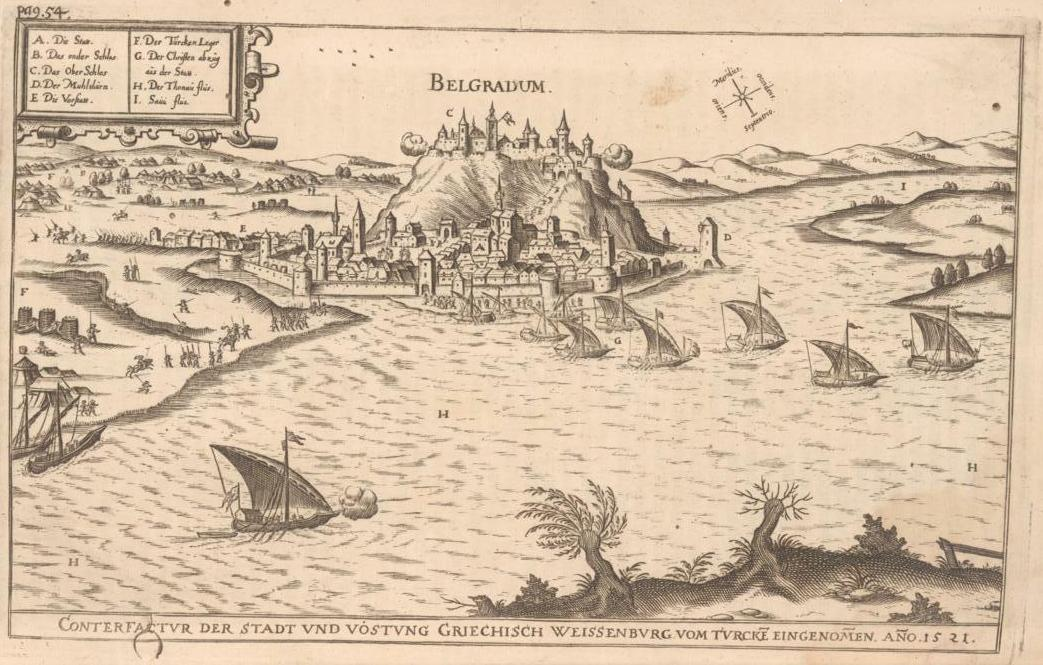
中世紀時貝爾格萊德城堡的模樣，城堡的上下部和皇宮部份清晰可見

数量上佔劣势的守城部队，寄望于贝尔格莱德难以攻克的城池——它在当时可以算是巴尔干半岛上最先进的城堡。贝尔格莱德正是塞尔维亚公爵斯特凡·拉扎列维奇在安卡拉战役之后，作为塞尔维亚公国的首都而建设的，以巨大工程把一个拜占庭小城堡变成一个坚固的要塞。为了抵抗土耳其帝国的入侵，他们使用了拜占庭的先进建筑技术，以及阿拉伯人的城堡设计。
城堡是以三层防御精心设计而成，内部的城堡包括宫殿庞大的主楼，高处有主力军营把守四个大门并环绕双层城墙，低处由位于城郊中心的大教堂和一个莱茵河上的港口组成，并由战壕、城墙和门巧妙的分隔开来。可说是中世纪军事工程史上最伟大的杰作之一。围攻后，匈牙利人又用一个管卡和几个防御塔，加固了北面和东面。其中一个叫内波萨的防御塔，也就是炮塔。 

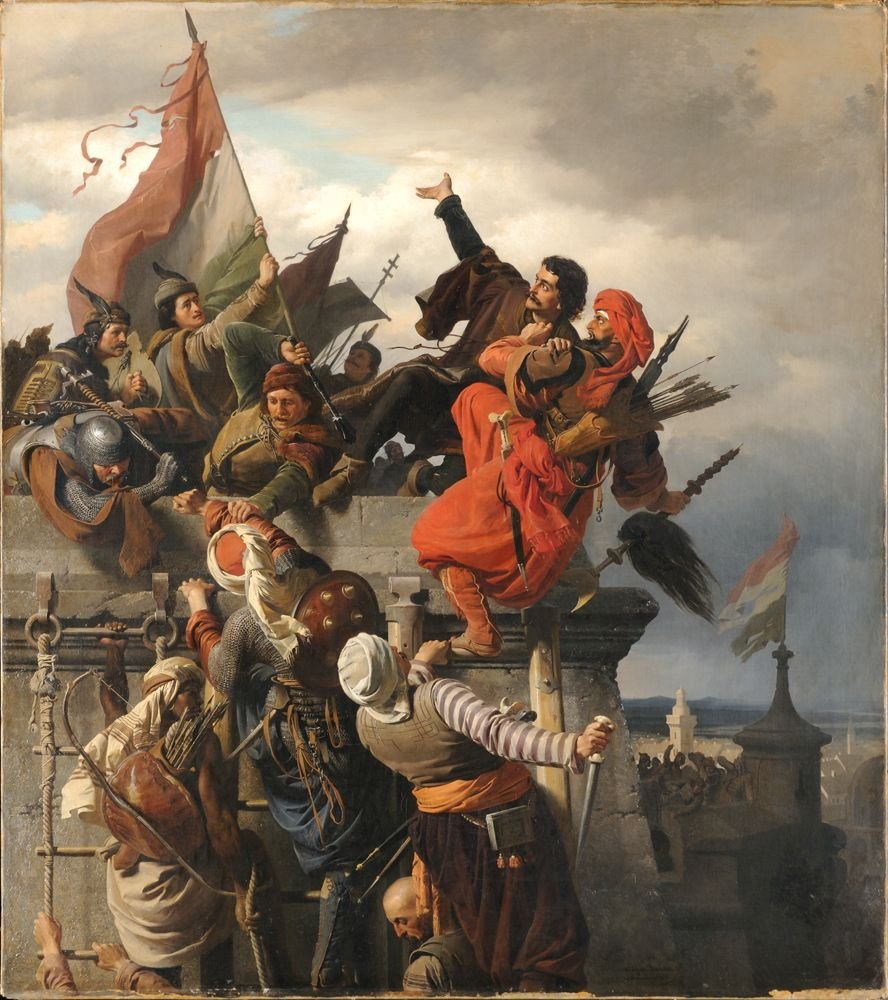
杜戈维奇·提图斯的英雄事蹟，源自19世紀匈牙利的繪畫

1456年7月14日，匈雅提带着他的船队自多瑙河上抵达被重重包围的城堡。他在当天冲破了土耳其海军的阻拦，击沉了3艘大型土耳其军舰，收获4艘大型战船和20艘小型战船。随着苏丹海军的溃败，匈雅提终于可以通过水路运输部队以及补给相当匮乏的食物了。他们也增强了城堡的防线。
但是，穆罕默德二世并不想在一个星期的炮火攻击后结束这场围攻——当有好几处城墙已经开始破裂。7月21日，默罕默德二世倾巢而出，在日落时发动了一场持续整夜的总攻。围军像潮水般冲破了第一层防线，并发动了对主城的攻击。在这最关键的时刻，匈雅提命令士兵投下涂了焦油的木头，以及其他燃烧物，然后再点起火。一层火墙马上把已经冲进内城的土耳其亲兵和尝试进入上层堡垒的士兵拦腰截断。被火墙围住的土耳其士兵与西拉吉的士兵展开搏斗，并渐渐落于下风。与此同时，匈牙利人坚定对抗那些想要冲向内城的部队。在内城作战的土耳其士兵因此尽数消灭；在城外进攻的部队也受到重创。当一个土耳其士兵想要把苏丹的王旗插在碉堡上的时候，一位叫杜戈维奇·提图斯（匈牙利语：Dugovics Titusz）的士兵拉住他并一起跳下了城墙。（因为他为国家贡献，匈雅提的儿子即匈牙利王匈雅提·马加什在三年后赐予杜戈维奇·提图斯的儿子贵族之身份。）

## 战斗

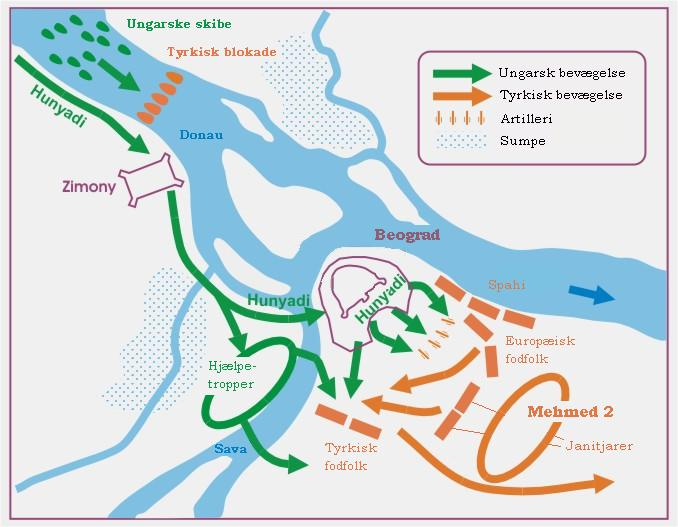
貝爾格萊德之圍示意圖

第二天发生了难以预料的事。一部分农民十字军不约而同开始攻击，使得卡皮斯特拉诺与匈雅提开始意识到，必须正确利用这个形势。尽管匈雅提命令部队不要进攻土耳其的阵地，仍有些部队从被摧毁的城墙里出发，占领一些土耳其的阵地，并开始小规模攻击对方士兵。土耳其的骑兵部队试图分散这些骚扰部队，但没有成功。又一次基督教徒们将单独的小起事件升级到了大规模的战斗。 
刚开始时，卡皮斯特拉诺试图命令他的部队回到城内，但是渐渐的发现自己已经被2000名十字军围绕。于是他索性带领着他们衝向土耳其的战线，并呼喊着“主会让战争发起也会让战争结束！”
卡皮斯特拉诺带领着他的十字军，跨越萨瓦河袭击土耳其后军。与此同时，匈雅提也从城堡内出击，奋力夺取土耳其军营的炮垒。
按照某些历史的叙述，匈牙利军的突袭令土耳其军感到惊讶，无法镇定作战但仍试着对抗。苏丹的五千人禁卫军试图制止恐慌并夺回营寨，但当匈雅提的部队加入战斗时，一切对抗都已经没有意义了。苏丹本人也杀入战场并单人杀死了一个骑士，但是大腿中了一箭并失去知觉。战后當晚，匈牙利骑兵奉命彻夜守在城墙后面，預防土耳其人进行反击，但是預期的反击并没有发生。
土耳其军队迅速的撤离了，并有140辆四轮马车载着他们的伤员。苏丹在萨罗纳城恢复了知觉。 当他知道他的军队全军撤退， 他绝大多数首领都被杀，他的装备尽数丢弃的时候，这位24岁的苏丹差点服毒自尽。这场奇袭令土耳其军损失重大，军心涣散。于是，落败的穆罕穆德连夜带着剩余的军队撤退到君士坦丁堡。

## 戰後
匈牙利人為這次勝利付出沉重代價：由於軍營中爆發鼠疫，匈雅提在三個星期後（1456年8月11日）死去。
圍城顯示出城堡的設計良好，故此匈牙利人在巩固城堡。由於較弱的東部城牆曾被土耳其人突破，故他们在那裡建立薛丹城門（Zidan gate）和重內博伊沙塔（Heavy Nebojsa tower）以加強防衛。直至1521年奥斯曼帝国蘇丹苏莱曼一世（立法者）佔領這座城為止，這是城堡最後一次較大規模的修改。

## 影响

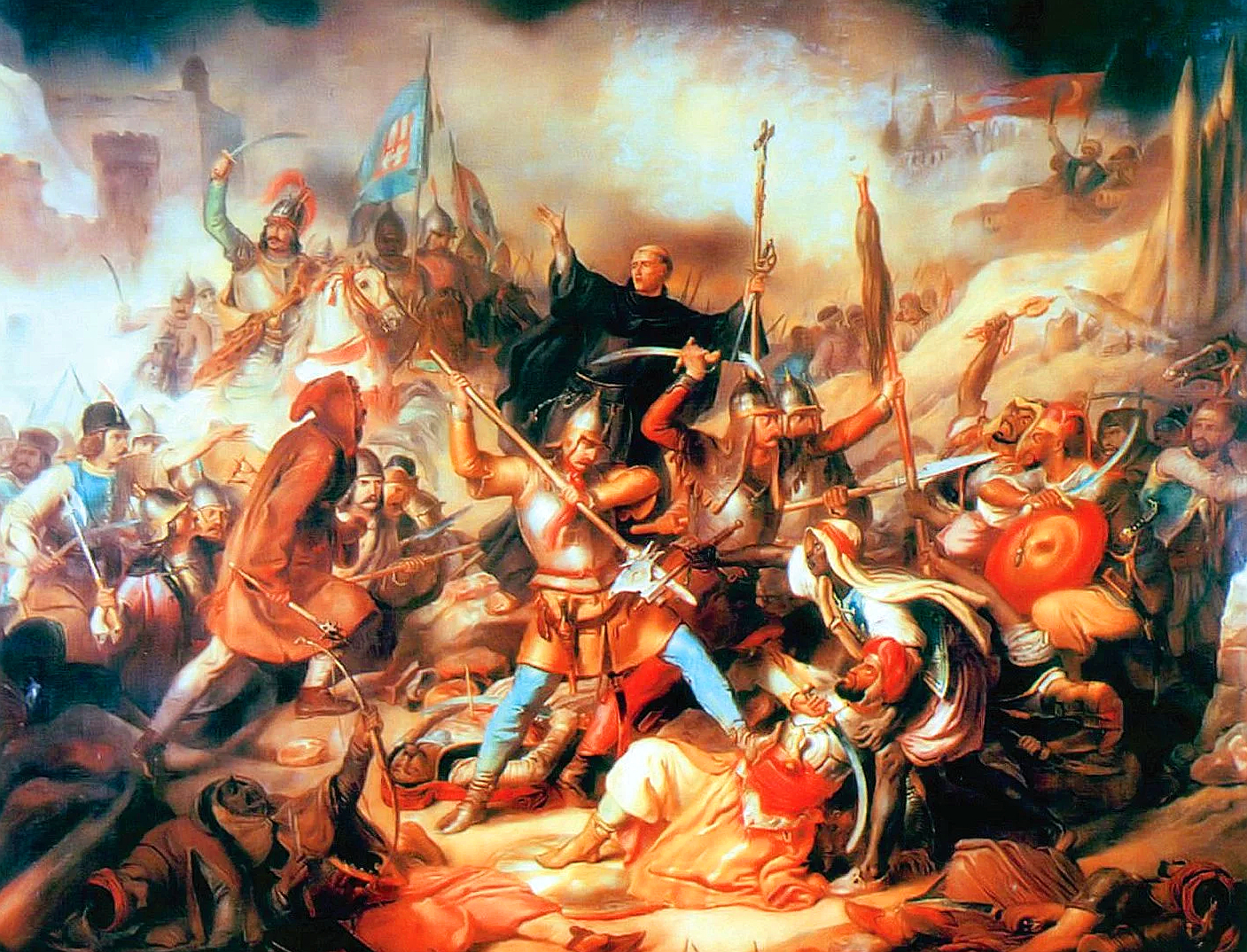
貝爾格萊德戰役，源自19世紀匈牙利繪畫，立中手持十字架者為卡皮斯特拉諾

虽然奥斯曼帝国仍然于1480年-1481年侵占奥特朗托海峡并在1493年偷袭克罗地亚和施蒂利亚（现在是奥地利的一个州），但这次胜利使天主教欧洲免于土耳其进犯70年。
在围城期间，教皇卡利克斯特三世下令教堂在中午鸣钟，让信徒为守城的将士们祈祷。然而在许多地方获胜的消息比鸣钟的命令来得早，中午鸣钟就变成了胜利的纪念。后来教皇并没有收回这个命令，所以一直持续到今天。
在这次围城后，塞尔维亚和波斯尼亚成为奥斯曼帝国的一部分，但土耳其人也停止了向欧洲的进一步扩展。瓦拉几亚、金帐汗国的残余克里米亚汗国以及摩尔达维亚最终都成为附属国。土耳其苏丹为什么在围城失败之后，没有继续攻打匈牙利并放弃前进，则不得而知。也许因为围城之失败表明，在塞尔维亚和波斯尼亚成为帝国安全的军事基地之前，帝国已无力扩张。此外，匈牙利国王匈雅提·马加什（匈雅提·亚诺什的儿子）有着强大政治和军事力量，也是苏丹不敢轻举妄动的重要原因。
最近非常接近事實的觀點指出，穆罕默德二世對佔領匈牙利缺乏興趣。他認為多瑙河和薩瓦河應該是他的帝國明確的邊界線。穆罕默德僅僅想把巴爾幹半島諸國成為帝國一個有組織的部分，這樣可限制匈牙利和威尼斯對該地區的影響。从这个角度上看，贝尔格莱德之围并不能说是对匈牙利实施计划的第一阶段。它只是为了攻击巴尔干而打击匈牙利基础。同时，这个城堡也是进攻匈牙利的最佳目标——如若失守，就意味着匈牙利门户大开。但无论如何，国力的天平肯定完全倾向于奥斯曼帝国。以武力把土耳其人赶出欧洲的想法，已经不可能了。这也肯定了整个欧洲战斗的方向。连马加什都放弃了发动一场对抗土耳其的伟大战争的想法，因为他意识到自身力量的不足。 

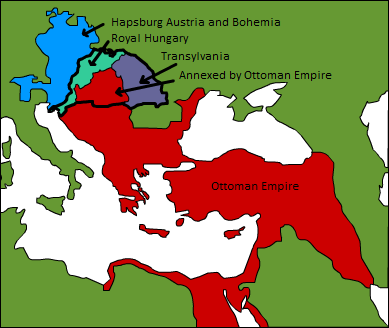
1526年後匈牙利領土的瓜分
皇家匈牙利
特兰西瓦尼亚
奥斯曼帝国
哈布斯堡奧地利

1526年在第一次摩哈赤战役中，苏莱曼一世苏丹重新夺回了穆罕默德二世失去的火炮。